# 伦敦主教

徽章

伦敦主教（英語：Bishop of London）是英格蘭教會坎特伯雷教省伦敦教区的主教，建立于604年。教区覆盖458平方（177平方英里）的泰晤士河以北大倫敦17个自治市镇（历史上为倫敦市和米德爾塞克斯）和萨里郡的一小部分（斯佩尔索恩，历史上为米德尔塞克斯的一部分）。其教座位于圣保罗大教堂，官邸位于伦敦市的The Old Deanery，之前则是富勒姆宫。
该主教的地位在英格兰教会中排名第三，仅次于坎特伯雷大主教和约克大主教。他是上议院的靈職議員，也是英格兰教会的五名教長之一。